# Antawn Jamison
Antawn Cortez Jamison (Shreveport, Louisiana, 12 de juny de 1976) és un exjugador de bàsquet professional de l'NBA. Jamison també va jugar a la Selecció dels Estats Units. Jamison mesura 2.06 m, pesa 107 kg i jugava com a aler.

## Trajectòria esportiva

### Universitat
Jugà el seu bàsquet universitari en la Universitat de Carolina del Nord a Chapel Hill. En les seves tres temporades en carolina del Nord va tenir una mitjana de 19.0 punts i 9.9 rebots per partit. En el seu últim any universitari va rebre els premis Naismith i Wooden com el millor jugador universitari de la temporada 1997-1998. En els seus tres anys, Carolina del Nord va assolir arribar als semifinals nacionals (Final Four) dues vegades.

### Professional
Jamison va ser seleccionat per Toronto Raptors amb la quarta selecció en el Draft de 1998. Va ser traspassat immediatament a Golden State Warriors a canvi del seu company universitari Vince Carter. Jugà cinc anys en Golden State i després va ser traspassat als Dallas Mavericks. Mentre jugà en Dallas es guanyà el premi al millor sisè home de l'NBA. L'any següent va ser traspassat de nou, aquesta vegada a Washington Wizards. La temporada 2004-2005, va ser triat per a jugar l'All-Star Game.

#### Equips
- Golden State Warriors (1998 - 2003)
- Dallas Mavericks (2003 - 2004)
- Washington Wizards (2004 - 2010)
- Cleveland Cavaliers (2012 - 2012)
- Los Angeles Lakers (2012 - 2013)
- Los Angeles Clippers (2013 - 2014)